# Pterostichus serripes
Pterostichus serripes är en skalbaggsart som beskrevs av Leconte 1875. Pterostichus serripes ingår i släktet Pterostichus och familjen jordlöpare. Inga underarter finns listade i Catalogue of Life.